# Aimé Bonpland

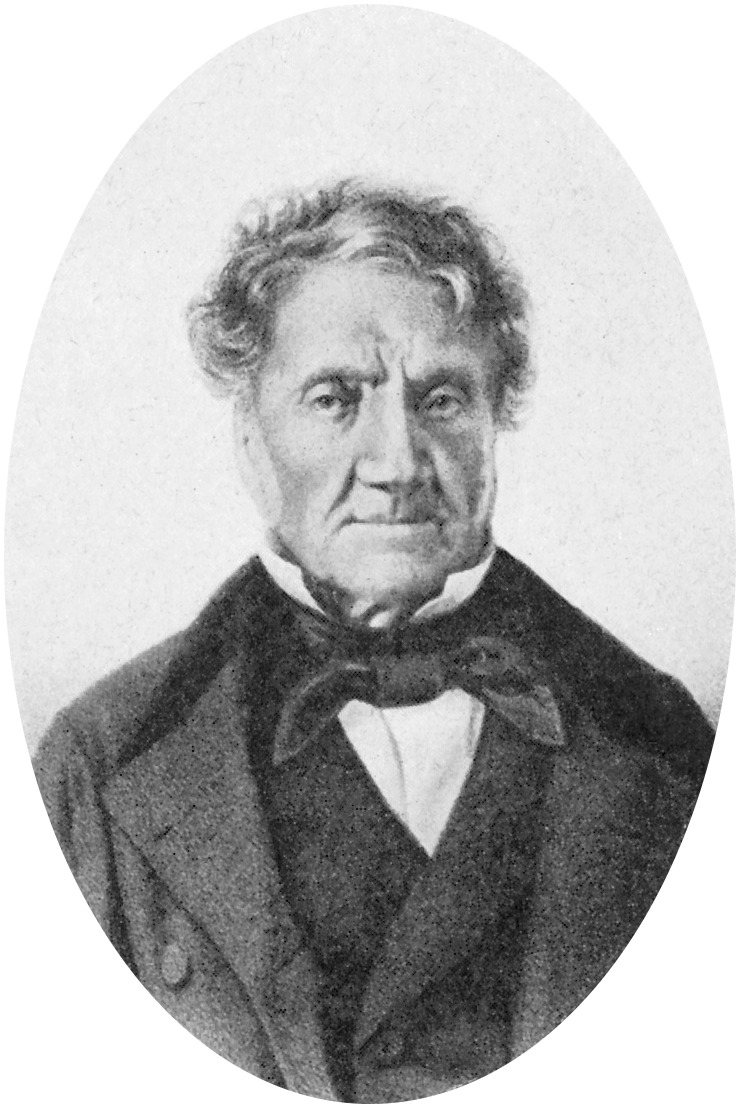
Aimé Bonpland

Aimé Jacques Alexandre Bonpland (de fapt Goujaud, n. 29 august 1773, La Rochelle, Franța – d. 11 mai 1858 în Santa Ana, Departamento Paso de los Libres, Argentina) a fost un naturalist (botanist) francez.

## Date biografice
Aimé Bonpland a fost fiul medicului Simon-Jacques Goujaud-Bonpland și al Margueritei Olive Goujaud-Bonpland, născută de la Coste. În 1793 Aimé pornește pe Atlantic la bordul unei fregate care purta război contra Angliei. Între anii 1799 - 1804 studiază medicina în Paris și pornește în călătorie de explorare în Spania și America împreună cu geograful german Alexander von Humboldt. În acestă expediție de cercetare cei doi se sprijină reciproc. Astfel Bonpland reușește printre altele să documenteze cu peste 60.000 de descrieri și desene despre plante, din care 3.500 de specii erau descrise pentru prima oară. Cu toate aceste merite el a rămas pe nedrept în umbra geografului german, care a finanțat expediția. După reîntoarcerea în Franța, Bonpland este denumit directorul grădinilor botanice imperiale din Navarra și Malmaison, această activitate o scrie în cartea Description des plantes rares, cultivées à Navarre et à Malmaison. Printre altele el mai publică tratatele Plantes équinoxiales recueillies en Mexique, Monographie des mélastomacées și Nova genera et species plantarum. Pe Bonpland îl decepționează profund căderea lui Napoleon, ceea ce îl face să părăsească Europa. El va lua semințe de diferite plante și pleacă în 1816 la Buenos Aires, unde este numit profesor universitar de naturale. Are probleme cu regimul argentinian și va emigra în 1820 în Paraguay unde studiază diferite soiuri de ceai, creînd în Santa Anna o cultură mare de ceai lucrată de amerindienii aduși de el în colonie. Cultura de ceai va distrusă și amerindienii goniți de soldații dictatorului paraguayan José Gaspar Rodríguez de Francia (1766–1840). Bonpland este arestat și dus la Asunción. Încercările lui Humboldt de eliberare a lui Bonpland au fost zadarnice. Pentru eliberarea lui Bonpland, au întervenit și guvernele Braziliei și Marii Britanii. Abia la 12 mai 1829 va fi lăsat liber Bonpland. El va pleca în Brazilia trăind într-o localitate mică situată la gura de vărsare a lui Rio Piratini  în apropiere de Lucaspas. În 1831 se mută la São Borja unde are o mică proprietate pe care crește o turmă de oi merinos și plantează portocali. Prin 1850 se mută la Corrientes, dorind să aducă colecția lui de semințe în Europa. Guvernul din Paraguay îl va recompensa pentru nedreptățile suferite, cumpărându-i o proprietate în Corrientes, Argentina și întemeind un muzeu care-i poartă numele. Nu va reuși din motive financiare să îndeplinească planurile sale de viitor, de a publica lucrări de medicină și privitoare la agricultură, pentru ușurarea situației săracilor din misiunea Santa Ana. Moare sărac în satul argentinian care din 1853 îi poartă numele.